# 小林智樹
小林智樹（日语：／ Kobayashi Tomoki，1969年12月26日—），日本男性動畫演出家、動畫導演。出身於愛知縣。

## 來歷、人物
在渡邊Promotion擔任製作進行之後，以電視動畫《麵包超人》（第219話）負責演出首次亮相。他的第一部導演作品是OVA《草莓100% 原創DVD》。而擔任導演的第一部電視動畫是《受讚頌者》。
他執導的許多作品都是以電子遊戲為題材，其中也不乏戰鬥類、奇幻類的作品。

## 參加作品

### 電視動畫
1989年
- YAWARA！（—1992年，製作進行）

1993年
- 麵包超人（1993年—，分鏡、演出）

1996年
- YAT安心！宇宙旅行（日语：YAT安心!宇宙旅行）（—1998年，分鏡、演出）

1998年
- 機動神腦（演出）

1999年
- 月光假面 (1999年版)（演出）
- 火魅子傳（日语：火魅子伝）（演出）
- 大嘴鳥（—2001年，演出）

2000年
- 哈姆太郎（—2004年，分鏡、演出）

2001年
- （演出）
- 地球防衛家族（演出）
- 鄰家女孩 CROSS ROAD ～風之速～（導演助手）
- 新白雪姬傳說（分鏡）
- 百變海盜王（日语：仰天人間バトシーラー）（分鏡）
- 烏龍派出所（分鏡、演出）
- ANGELIC LAYER 天使領域（演出）
- 妙妙魔法屋（—2003年，分鏡、演出）

2002年
- Chobits（演出）
- 七小花（分鏡、演出）
- 爆鬥宣言大鋼彈（分鏡）
- 銀河天使A（分鏡、演出）
- Weiß kreuz Glühen（演出）

2003年
- 神秘智慧石（—2004年，分鏡、演出）
- 鈴鐺貓娘Nyo（—2004年，演出）
- 灌籃少年（分鏡、演出）

2004年
- 戀風（演出）
- 薔薇少女（演出）
- MONSTER（—2005年，分鏡、演出）

2005年
- JINKI:EXTEND（演出）
- 薔薇少女 彷如夢境（演出）
- 雙戀 Alternative（演出）

2006年
- 受讚頌者（導演、分鏡、演出）
- 處女愛上姊姊（分鏡）

2007年
- sola（導演、分鏡、演出、OP演出）
- 藍蘭島漂流記（分鏡）
- 初音島II（分鏡）

2009年
- 花冠之淚（導演、分鏡、演出、ED分鏡&演出）

2010年
- 刀語（分鏡、演出）
- 吸血鬼同盟（分鏡）
- 聖誕之吻SS（分鏡、演出）

2011年
- 命運石之門（分鏡、演出）

2012年
- 聖誕之吻SS+ plus（導演[1]、分鏡、演出、ED分鏡&演出）
- 戀愛與選舉與巧克力（分鏡）

2013年
- 南家三姊妹 我回來了（分鏡）
- 打工吧！魔王大人（分鏡、演出）

2014年
- 斬！赤紅之瞳（導演[2]）

2015年
- 魔法少女奈葉ViVid（分鏡）

2016年
- HUNDRED百武裝戰記（導演[3]）

2017年
- 清戀（導演[4]、分鏡）

2018年
- 酒鬼妹子（導演、分鏡）

2020年
- 〈Infinite Dendrogram〉-無盡連鎖-（導演、分鏡）

2021年
- 我們的重製人生（導演[5]、分鏡）

2023年
- 間諜教室（分鏡）

2024年
- 從路人角色開始的探索英雄譚（導演[6]）

2025年
- Summer Pockets（導演[7]、分鏡）

### OVA
2005年
- 草莓100% 原創DVD（導演）[注 1]

## 腳註

## 相關項目
- 日本動畫師列表（日语：アニメ関係者一覧）